# Vicente Amigo

Vicente Amigo, 2008

Vicente Amigo (* 25. März 1967 in Guadalcanal, Spanien, als Vicente Amigo Girol) ist ein spanischer Flamenco-Gitarrist und -Komponist.

## Leben und Wirken
Vicente Amigo ist in Córdoba aufgewachsen, wo er auch heute noch lebt. Bereits mit vier Jahren begann er auf der Gitarre zu spielen und erhielt ab seinem achten Lebensjahr Unterricht bei Merengue de Córdoba und Munoz Exposito. Er erhielt eine klassische Ausbildung in Komposition, Spieltechnik und Improvisation. Mit 15 Jahren begann er seine Konzerttätigkeit. Später entwickelte er einen sehr eigenen Stil, der klassischen Flamenco und moderne Elemente verbindet; überdies experimentierte er mit neuen Stimmungen der Gitarre und spielte auch Sitar.
Mit 16 Jahren begann eine etwa zehnjährige Zusammenarbeit mit dem Gitarristen und Komponisten Manolo Sanlúcar.
Anschließend arbeitete er eine Zeitlang mit dem Sänger El Pele zusammen. Er begann zu komponieren und machte 1991 einen Vertrag mit dem Label Sony. 1996 war er sowohl Solist als auch Produzent von José Mercés Album Del Amanecer. Er unternahm gemeinsam mit José Mercé Tourneen und gastierte auf großen europäischen Festivals.
Amigo gewann mehrere Preise und machte zahlreiche Aufnahmen, die zum Teil mit Gold und Platin ausgezeichnet wurden. 2001 erhielt sein Album Ciudad de las ideas den Latin Grammy. 2003 nahm er die Zusammenarbeit mit El Pele wieder auf, mit dem er gemeinsam Plattenaufnahmen machte, teilweise mit seinen eigenen Kompositionen. 2005 ging er mit seinem eigenen, hierfür zusammengestellten Orchester und Chor auf Weltreise.
Amigo wirkte bei zahlreichen Produktionen anderer Künstler mit – darunter Pepe de Lucía, Sting, David Bisbal, Niña Pastori.
Für seine CD Tierra (2013) experimentierte er mit der Vereinigung verschiedener Kompositionsstile, kombinierte Flamenco und Celtic Folk. Von der spanischen Regierung wurde er mit einer Goldmedaille ausgezeichnet.

## Diskografie
Neben Aufnahmen mit verschiedenen Flamencosängern, u. a. Camarón de la Isla, Carmen Linares, José Mercé und El Pele, sind folgende Soloalben erschienen:
- 1991: De mi corazón al aire
- 1995: Vivencias imaginadas
- 1997: Poeta
- 2000: Ciudad de las ideas
- 2004: Ciudad de las ideas (DVD)
- 2005: Un momento en el sonido
- 2009: Paseo de gracia
- 2010: Vivencias – La obra completa de un genio
- 2013: Tierra
- 2017: Memoria de los sentidos (nominiert für einen Grammy als bestes Weltmusik-Album)[5]

## Auszeichnungen
- Gewinner des nationalen Wettbewerbs in La Unión und Córdoba
- Gewinner des internationalen Wettbewerbes in Badajoz
- 1991: Premio Ojo Crítico[6]
- 2001: Latin Grammy in der Kategorie Bestes Flamenco Album für Ciudad de las Ideas[7]